# Echinaster parvispinus
Echinaster parvispinus är en sjöstjärneart som beskrevs av A.H. Clark 1916. Echinaster parvispinus ingår i släktet Echinaster och familjen krullsjöstjärnor.
Artens utbredningsområde är Californiaviken. Inga underarter finns listade i Catalogue of Life.